# Siatkarz Buddy
Siatkarz Buddy (ang. Air Bud: Spikes Back) – kanadyjsko-amerykański film familijny z 2003 roku. Film należy do serii filmów familijnych opowiadających o psie sportowcu.
Film został wyemitowany w Polsce z polskim dubbingiem dnia 25 lipca 2018 roku na antenie Boomerang.

## Treść
Andrea marzy o wizycie u przyjaciółki, która mieszka w Kalifornii. By zdobyć środki niezbędne na podróż musi wygrać w turnieju siatkówki plażowej. Jej pies - Buddy pomaga swojej pani, włączając się do gry jako członek zespołu.

## Obsada
- Katija Pevec - Andrea Framm
- Jake D. Smith - Noah Sullivan
- Tyler Boissonnault - Connor
- Cynthia Stevenson - pani Jackie Framm
- Edie McClurg - babcia Framm
- Alf Humphreys - dr Patrick Sullivan
- Chantal Strand - Tammy
- C. Ernst Harth - Phil
- Ellen Kennedy - Wilma, mama Tammy'ego
- Patrick Cranshaw - szeryf Bob
- Nancy Robertson - dyrektor Pickle
- Doug Funk - Mailman Phil

## Wersja polska
Wersja polska: SDI Media Polska

Reżyseria: Artur Tyszkiewicz

Dialogi polskie: Zofia Jaworowska

W rolach głównych:
- Weronika Humaj – Andrea Framm
- Joanna Kuberska – Billy
- Maciej Dybowski – Connor
- Renata Berger – Babcia
- Rafał Zawierucha – Gordon
- Janusz Wituch –
  - Listonosz Phil,
  - Papuga Poltek

W pozostałych rolach:
- Artur Kozłowski – Noah Sullivan
- Izabella Bukowska-Chądzyńska – Jackie Framm Sullivan
- Grzegorz Kwiecień – Doktor Patrick Sullivan
- Zofia Modej – Tammy
- Paweł Szczesny – Phil
- Stefan Knothe – Szeryf Bob
- Monika Wierzbicka – 
  - Pani Miller,
  - Tasha
- Maksymilian Bogumił – Trener Wilków
- Sebastian Perdek –
  - Ochroniarz muzeum,
  - Sędzia
- Artur Kaczmarski – Komentator
- Dominika Sell – Donna
- Olaf Marchwicki – Justin
- Karol Pocheć – Doug
- Agata Pruchniewska –
  - Gabrielle Reece,
  - Mama Tammy,
  - Dyrektor Pickle
- Filip Rogowski – Chris
- Pamela Adamik
- Klaudia Bełcik
- Bożena Furczyk
- Magdalena Herman-Urbańska
- Zuzanna Jaźwińska
- Lila Kowalska
- Klaudia Kuchtyk
- Małgorzata Prochera
- Monika Szomko
- Antonina Żbikowska
- Mateusz Ceran
- Józef Grzymała
- Mateusz Kmiecik
- Miłosz Konieczny
- Tomasz Olejnik
- Hubert Paszkiewicz
- Aleksander Sosiński
- Jakub Strach
- Michał Tomala
- Maciej Więckowski

i inni
Lektor: Maciej Orłowski